# Cycnoches carrii
Cycnoches carrii är en orkidéart som beskrevs av Eric Alston Christenson. Cycnoches carrii ingår i släktet Cycnoches, och familjen orkidéer.
Artens utbredningsområde är Peru. Inga underarter finns listade i Catalogue of Life.